# Bermudezinella
Bermudezinella es un género de foraminífero bentónico de la subfamilia Pulleniinae, de la familia Nonionidae, de la superfamilia Nonionoidea, del suborden Rotaliina y del orden Rotaliida. Su especie tipo es Pullenia riveroi. Su rango cronoestratigráfico abarca desde el Mioceno medio hasta la Actualidad.

## Clasificación
Bermudezinella incluye a las siguientes especies:
- Bermudezinella profunda
- Bermudezinella riveroi